# It Follows
It Follows (bra: Corrente do Mal; prt: Vai Seguir-te) é um filme de terror estadunidense de 2014 foi escrito e dirigido por David Robert Mitchell. Estrelado por Maika Monroe, Keir Gilchrist, Daniel Zovatto, Jake Weary, Olivia Luccardi e Lili Sepe, a produção centra-se em uma garota perseguida por uma entidade sobrenatural depois de um encontro sexual. As filmagens aconteceram em Detroit, Michigan, It Follows estreou durante o Festival de Cannes em 2014. Os direitos do filme foram comprados pela filial da The Weinstein Company, a RADiUS-TWC, para distribuição na América do Norte. No Brasil, foi lançado nos cinemas pela California Filmes em 14 de agosto de 2015.
Após o seu bem-sucedido lançamento limitado em 13 de março de 2015, o filme recebeu um grande lançamento em 27 de março de 2015. Após seu lançamento recebeu grande aclamação da crítica.

## Enredo
Uma jovem sai de casa desesperada, ela corre pela rua, mas logo para. Uma vizinha pergunta se está tudo bem, e o pai também quer saber o que está acontecendo. A garota, volta para casa, mas logo sai com uma bolsa e o carro. Ela vai para uma praia, aonde chorando atende o pai no celular. Quando amanhece, a garota está morta na praia de forma brutal.
Jay, uma estudante universitária de Michigan, vai ver um filme com o namorado Hugh. No teatro, Hugh aponta para uma mulher de pé na entrada que Jay não consegue ver. Com medo, ele pede que eles saíam. Em outra data, Hugh e Jay fazem sexo em seu carro, logo depois Hugh incapacita a mesma com clorofórmio. Ela acorda amarrada à uma cadeira de rodas, e Hugh explica que transmitiu uma maldição através do sexo: uma entidade que só pode ser vista por aqueles com a maldição, e pode assumir a aparência de qualquer pessoa, vai seguir Jay lentamente. Se ele pega-la e matá-la ele vai buscar a pessoa anterior a ter passado a maldição. Depois de encontrar uma mulher nua andando na direção deles, Hugh leva Jay para casa e foge.

## Elenco
- Maika Monroe como Jaime "Jay" Height
- Keir Gilchrist como Paul
- Olivia Luccardi como Yara
- Lili Sepe como Kelly Height
- Daniel Zovatto como Greg Hannigan
- Jake Weary como Jeff Redmond / Hugh
- Bailey Spry como Annie
- Debbie Williams como Sra. Height
- Ruby Harris como Sra. Redmond
- Leisa Pulido como Sra. Hannigan
- Ele Bardha como Sr. Height

Os atores Ingrid Mortimer, Alexyss Spradlin, Mike Lanier, Don Hails, e Erin Stone atuam também como as várias formas da entidade.

## Desenvolvimento
O diretor e roteirista, David Robert Mitchell, declarou que a ideia por trás do trabalho veio de sonhos que ele tinha quando criança onde era seguido frequentemente: "Eu tive o pesadelo quando era muito jovem. Eu tive várias vezes e ainda me lembro de imagens a partir dele. Eu não usei essas imagens para o filme, mas a ideia básica e o sentimento eu usei. Pelo que entendi, aquilo era um sonho de ansiedade. Tudo o que eu estava passando naquele momento, meus pais se divorciaram quando eu estava em torno dessa idade, então imagino tudo o que estava passando naquele momento, então eu imagino que era algo a ver com isso".

## Recepção

### Crítica
No agregador de críticas Rotten Tomatoes, que categoriza as opiniões apenas como positivas ou negativas, o filme tem um índice de aprovação de 95% calculado com base em 261 comentários dos críticos que é seguido do consenso: "Inteligente, original e, acima de tudo, aterrorizante, It Follows é o raro filme de terror moderno que funciona em vários níveis - e deixa um ponto persistente". Já no agregador Metacritic, com base em 37 opiniões de críticos que escrevem em maioria para a imprensa tradicional, o filme tem uma média aritmética ponderada de 83 entre 100, com a indicação de "aclamação universal".

### Análise
It Follows gerou inúmeras interpretações de críticos de cinema no que diz respeito à fonte de "It" e ao simbolismo do filme. Os críticos interpretaram o filme como uma parábola sobre HIV/AIDS, outras doenças sexualmente transmissíveis e as percepções sociais disso; a revolução sexual; e "ansiedades primárias" sobre a intimidade. Mitchell afirmou: "Não estou pessoalmente interessado em saber de onde 'It' vem. Para mim, é a lógica do sonho, no sentido de que eles estão em um pesadelo, e quando você está em um pesadelo não há como resolver o pesadelo. Mesmo se você tentar resolvê-lo." Mitchell disse que, enquanto Jaime "se abre para o perigo através do sexo, [e] a única maneira de se libertar desse perigo ... Estamos todos aqui por um período limitado do tempo e não podemos escapar de nossa mortalidade ... mas amor e sexo são duas maneiras pelas quais podemos, pelo menos temporariamente, afastar a morte."

## Prêmios e Indicações
| Premiação                                             | Categoria                          | Resultado |
| ----------------------------------------------------- | ---------------------------------- | --------- |
| Austin Fantastic Fest                                 | Melhor Filme                       | Venceu    |
| Austin Fantastic Fest                                 | Melhor Roteiro                     | Venceu    |
| Cannes Film Festival                                  | Critics Week Grand Prize           | Indicado  |
| Chicago International Film Festival                   | Audience Choice Award              | Indicado  |
| Deauville Film Festival                               | Critics Award                      | Venceu    |
| Deauville Film Festival                               | Grand Special Prize                | Indicado  |
| Gérardmer Film Festival                               | Critic's Prize                     | Venceu    |
| Gérardmer Film Festival                               | Grand Prize                        | Venceu    |
| Neuchâtel International Fantasy Film Festival         | Denis-de-Rougemont Youth Award     | Venceu    |
| Neuchâtel International Fantasy Film Festival         | International Critic's Award       | Venceu    |
| Neuchâtel International Fantasy Film Festival         | Narcisse Award                     | Indicado  |
| Nocturna Madrid International Fantastic Film Festival | Nocturna Audience Award Best Movie | Venceu    |
| Tallinn Black Nights Film Festival                    | Just Film Award                    | Indicado  |

## Trilha Sonora
A trilha sonora do filme foi composta por Rich Vreeland, mais conhecido como Disasterpeace. Foi lançado em 2 de fevereiro de 2015 pela Editions Milan Music sob a permissão da The Weinstein Company juntamente com um encarte digital. As vendas da versão digital do álbum se iniciaram em 10 de março de 2015.

### Alinhamento de faixas
Todas as músicas foram compostas por Rich Vreeland.
| N.º            | Título         | Duração |  |
| 1.             | "Heels"        | 2:46    |  |
| 2.             | "Title"        | 2:17    |  |
| 3.             | "Jay"          | 1:28    |  |
| 4.             | "Anyone"       | 1:48    |  |
| 5.             | "Old Maid"     | 2:32    |  |
| 6.             | "Company"      | 4:12    |  |
| 7.             | "Detroit"      | 1:20    |  |
| 8.             | "Detritus"     | 2:18    |  |
| 9.             | "Playpen"      | 1:28    |  |
| 10.            | "Inquiry"      | 2:20    |  |
| 11.            | "Lakeward"     | 1:34    |  |
| 12.            | "Doppel"       | 5:25    |  |
| 13.            | "Relay"        | 1:52    |  |
| 14.            | "Greg"         | 3:28    |  |
| 15.            | "Snare"        | 0:59    |  |
| 16.            | "Pool"         | 1:35    |  |
| 17.            | "Father"       | 5:01    |  |
| 18.            | "Linger"       | 2:20    |  |
| Duração total: | Duração total: | 44:43   |  |